# Бовино
Бовино (пол. Bełwin) — село на Закерзонні в Польщі, у гміні Перемишль Перемишльського повіту Підкарпатського воєводства.
Населення — 113 осіб (2011).

## Розташування
Село розташоване за 9 км на північний захід від Перемишля та 54 км на північний схід від Ряшева.

## Історія

Церква Стрітення у Бовино,
споруджена 1918 р. знищена у 1962 р.

У 1612 р. здійснене розмежування між селом Любомир (так тоді називалося село на честь власника князя Любомирського) і сусідніми Лутівнею і Вуйковичами. Входило до 1772 р. до складу Перемиського староства Перемишльської землі Руського воєводства.
У 1880 р. Бовино належало до Перемишльського повіту Королівства Галичини та Володимирії Австро-Угорської імперії, у селі було 259 жителів (236 греко-католиків, 14 римо-католиків і 9 юдеїв).
У 1939 році в селі проживало 420 мешканців, з них 370 українців-грекокатоликів, 45 українців-римокатоликів і 5 євреїв. Село входило до ґміни Кіньківці Перемишльського повіту Львівського воєводства.
Після Другої світової війни українців добровільно-примусово виселяли у Львівську область. Решту українців у 1947 р. в ході етнічної чистки під час проведення Операції «Вісла» було депортовано на понімецькі землі у західній та північній частині польської держави.

## Демографія
Демографічна структура станом на 31 березня 2011 року:
|          | Загалом | Допрацездатний вік | Працездатний вік | Постпрацездатний вік |
| -------- | ------- | ------------------ | ---------------- | -------------------- |
| Чоловіки | 62      | 5                  | 50               | 7                    |
| Жінки    | 51      | 11                 | 29               | 11                   |
| Разом    | 113     | 16                 | 79               | 18                   |

## Церква
У 1918 р. українці збудували греко-католицьку церкву Стрітення Господнього. До їх депортації була філіяльною церквою, яка належала до парафії Вапівці Перемиського деканату Перемишльської єпархії. Зруйнована в 1962 р., до нинішнього дня з церкви залишилися тільки рештки фундаменту.

## Визначні люди

### Народились
- Дмитро Іванович Цура (1920, присілок Холупки — †28.03.1953, с. Волощина, Перемишлянський район, Львівська область — керівник Бібрецького надрайонного проводу ОУН[6], нагороджений Бронзовим Хрестом заслуги УПА 25.05.1951.[7]

## Пам’ятки
- Колишній греко-католицький цвинтар.